# Eggert Ólafsson
Eggert Ólafsson (Svefneyjar, Breiðafjörður, 1726. december 1. – Breiðafjörður, 1768. május 30.) izlandi költő, néprajz- és természettudós. Anyanyelve mellett dánul és latinul is írt.

## Élete és munkássága
Művelt, módos nagygazdacsaládból származik, a koppenhágai egyetem bölcsészkarán szerzett diplomát. 1767-ben kinevezték kerületi bírónak, de állomáshelyére tartva a tengerbe fulladt.
Az korszerű európai irányzatokhoz felzárkózó újkori izlandi kultúra egyik első és egyben legkiemelkedőbb alakja. Haladó szellemű hazafi, felvilágosult rousseauista. Költeményeit népies stílus, archaizálás jellemzi. Összegyűjtött verseit a  Kavaeði („Versek”) című kötetben adták ki 1832-ben, majd 1953-ban. Legjelentősebb dán nyelvű műve, a Reise igiennem Island („Utazás Izlandon”, 1772) az első nagy izlandi geofizikai, természetrajzi és néprajzi leírás. Korai angol, német és francia fordításaiban vált híressé.
Emlékére 1998-ban Ingjaldshóllban Páll Guðmundsson képzőművész egy emlékművet készített.